# 小行星11584
小行星11584（11584 Ferenczi）是一颗绕太阳运转的小行星，为主小行星带小行星。该小行星于1994年8月10日发现。

## 轨道参数
小行星11584的轨道半长轴为3.0422041 UA，离心率为0.084。